# Marcia Gay Harden

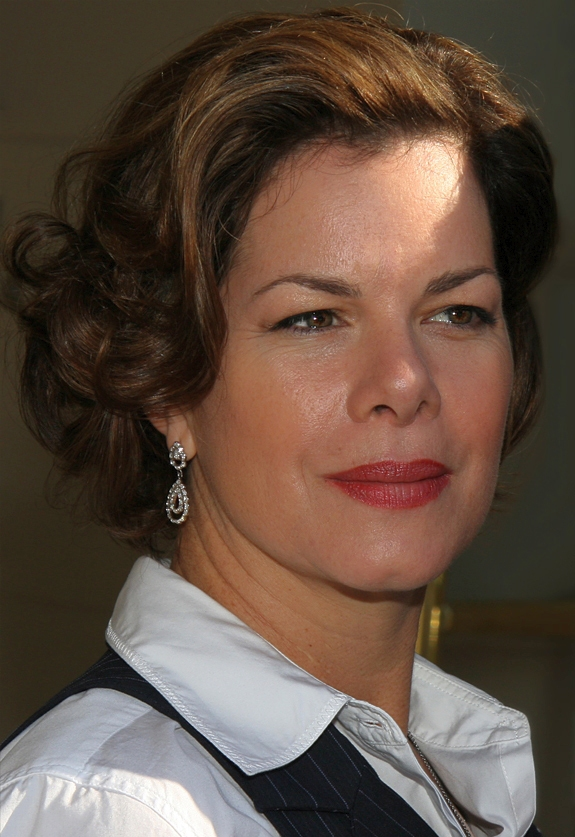
Marcia Gay Harden (2007)

Marcia Gay Harden (* 14. August 1959 in San Diego, Kalifornien) ist eine US-amerikanische Schauspielerin und Oscarpreisträgerin.

## Leben
Harden wurde in La Jolla geboren. Sie entstammt einer kinderreichen Familie. Sie studierte Theaterwissenschaften an der University of Texas at Austin und an der New York University (Tisch School of the Arts). Im Jahr 1993 spielte sie im Theaterstück Angels in America.
Seit ihrem Auftritt in Ethan und Joel Coens Mafia-Film Miller’s Crossing 1990 drehte sie bis zu ihrem Durchbruch zehn Jahre später mit Space Cowboys und Pollock neben Kino- auch Fernsehfilme. 2001 erhielt sie einen Oscar für Pollock, 2004 eine Oscar-Nominierung für Mystic River. Sie erhielt außerdem den Tony Awards 2009 als beste Hauptdarstellerin in dem Theaterstück Der Gott des Gemetzels.

## Privates
Marcia Gay Harden war von 1996 bis 2012 mit dem Requisiteur Thaddaeus Scheel verheiratet und hat drei Kinder.

## Filmografie (Auswahl)
- 1990: Miller’s Crossing
- 1991: Eine zeitlose Liebe (Late for Dinner)
- 1992: Die Herbstzeitlosen (Used People)
- 1994: Safe Passage
- 1995: Chicago Hope – Endstation Hoffnung (Chicago Hope, Fernsehserie, Folge 1x18)
- 1996: Der Club der Teufelinnen (The First Wives Club)
- 1996: Seitensprung in Manhattan (The Daytrippers)
- 1996: Die Geschichte vom Spitfire Grill (The Spitfire Grill)
- 1996: Agent 00 – Mit der Lizenz zum Totlachen (Spy Hard)
- 1997: Flubber
- 1998: Rendezvous mit Joe Black (Meet Joe Black)
- 1998: Desperate Measures
- 2000: Space Cowboys
- 2000: Pollock
- 2003: Mystic River
- 2003: Casa de los babys
- 2003: Mona Lisas Lächeln (Mona Lisa Smile)
- 2004: Willkommen in Mooseport (Welcome to Mooseport)
- 2004: P.S. – Liebe auf Anfang (P.S.)
- 2005: American Gun
- 2005: Die Bären sind los (Bad News Bears)
- 2005–2013: Law & Order: Special Victims Unit (Fernsehserie, vier Folgen)
- 2006: American Dreamz – Alles nur Show (American Dreamz)
- 2006: The Hoax
- 2006: Aus tiefster Seele (Canvas)
- 2006: Dead Girl (The Dead Girl)
- 2006: Allein in der Nacht (In From The Night, Fernsehfilm)
- 2007: Unsichtbar – Zwischen zwei Welten (The Invisible)
- 2007: Into the Wild
- 2007: Aufbruch in ein neues Leben (Rails & Ties)
- 2007: Der Nebel (The Mist)
- 2008: Sex & Lies in Sin City (Fernsehfilm)
- 2009: Damages – Im Netz der Macht (Damages, Fernsehserie, 7 Folgen)
- 2009: Roller Girl (Whip It)
- 2009: Bruchreif (The Maiden Heist)
- 2010: Royal Pains (Fernsehserie, drei Folgen)
- 2011: Smothered (Fernsehfilm)
- 2011: Detachment
- 2011: Der letzte Beweis (Innocent, Fernsehfilm)
- 2011: Du wirst schon noch sehen, wozu es gut ist (Someday This Pain Will Be Useful to You)
- 2013: Parkland
- 2013–2014: Trophy Wife (Fernsehserie, 22 Folgen)
- 2013–2014: The Newsroom (Fernsehserie, 10 Folgen)
- 2014: Das Glück an meiner Seite (You’re Not You)
- 2015: Grandma
- 2015: Fifty Shades of Grey
- 2015: How to Get Away with Murder (Fernsehserie, 4 Folgen)
- 2015: After Words
- 2015–2018: Code Black (Fernsehserie, 47 Folgen)
- 2016: Get a Job
- 2017: Fifty Shades of Grey – Gefährliche Liebe (Fifty Shades Darker)
- 2018: Fifty Shades of Grey – Befreite Lust (Fifty Shades Freed)
- 2019: Point Blank
- seit 2019: The Morning Show (Fernsehserie)
- 2020: Barkskins – Aus hartem Holz (Barkskins, Fernsehserie, 8 Folgen)
- 2020: Pink Skies Ahead
- 2021: Moxie. Zeit, zurückzuschlagen (Moxie)
- 2022: Gigi & Nate
- 2022: Gib’s zu, Fletch (Confess, Fletch)
- 2022–2024: So Help Me Todd (Fernsehserie)
- 2023: Daughter of the Bride
- 2023: A Killer’s Memory (Knox Goes Away)

## Auszeichnungen und Nominierungen
Oscar
- 2001: Auszeichnung als Beste Nebendarstellerin für Pollock
- 2004: Nominierung als Beste Nebendarstellerin für Mystic River

Screen Actors Guild Award
- 2004: Nominierung als Bestes Schauspielensemble für Mystic River
- 2008: Nominierung als Bestes Schauspielensemble für Into the Wild

Primetime Emmy Award
- 2007: Nominierung als Beste Gastdarstellerin in einer Dramaserie für Law & Order: Special Victims Unit
- 2009: Nominierung als Beste Nebendarstellerin in einer Miniserie oder Fernsehfilm für The Courageous Heart of Irena Sendler

Tony Award
- 1993: Nominierung als Beste Nebendarstellerin für Angels in America
- 2009: Auszeichnung als Beste Hauptdarstellerin für Der Gott des Gemetzels

Satellite Award
- 2002: Nominierung als Beste Darstellerin in einer Miniserie oder einem Fernsehfilm für King of Texas
- 2003: Nominierung als Beste Nebendarstellerin (Drama) für Mystic River

Saturn Award
- 2008: Auszeichnung als Beste Nebendarstellerin für Der Nebel

People’s Choice Award
- 2016: Nominierung als Favorite Actress in a New TV Series für Code Black

Goldene Himbeere
- 2019: Nominierung als Schlechteste Nebendarstellerin für Fifty Shades of Grey – Befreite Lust